# Paralimna quadrifascia
Paralimna quadrifascia är en tvåvingeart som först beskrevs av Walker 1860.  Paralimna quadrifascia ingår i släktet Paralimna och familjen vattenflugor. Inga underarter finns listade i Catalogue of Life.